# Encyrtocephalus katrina
Encyrtocephalus katrina är en stekelart som först beskrevs av Girault 1931.  Encyrtocephalus katrina ingår i släktet Encyrtocephalus och familjen puppglanssteklar. Inga underarter finns listade i Catalogue of Life.